# Uredo psychotriicola
Uredo psychotriicola é uma espécie de fungo do gênero Uredo. Descrita pela primeira vez em Hedwigia, no ano de 1895.